# Hunedoara

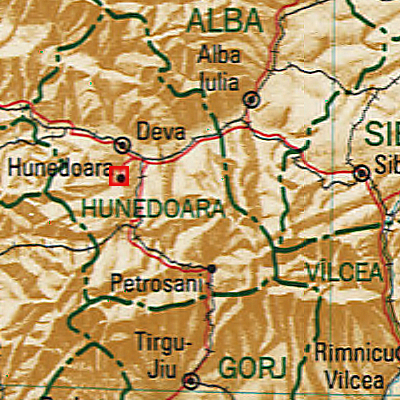
Hunedoara (rotes Viereck) – Rumänien – Nachbarorte: Deva, Alba Iulia, Sibiu, Petroșani, Târgu Jiu

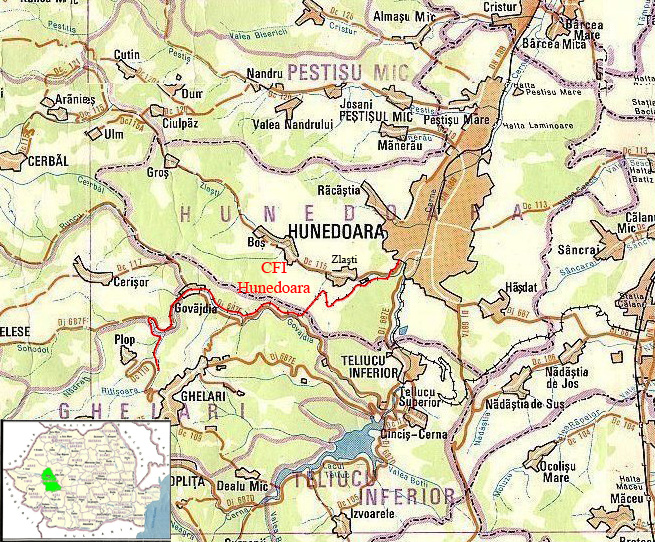
Verwaltungsgebiet von Hunedoara

Hunedoara (Ausspracheⓘ; deutsch Eisenmarkt, ungarisch Vajdahunyad) ist eine Stadt in Rumänien; sie liegt im Kreis Hunedoara in der Region Siebenbürgen. In anderen Varianten wird die Stadt Hunyad, Hannedeng, Hunyadiopolis oder Eisenstadt genannt.

## Geschichte
Die Stadt wurde zum ersten Mal im Jahr 1265 erwähnt. Im Mittelalter herrschte in der Stadt die mächtige Adelsfamilie Hunyadi; der ungarische König Matthias, sein Bruder Ladislaus und deren Vater Johann Hunyadi entstammen diesem Geschlecht.
Die einst zweitgrößte Eisenhütte Rumäniens in Hunedoara ist heute weitgehend stillgelegt und besitzt keine Hochöfen mehr; diese wurden gesprengt. Nur ein 100-Tonnen-Lichtbogenofen, ein Strangguss- und ein Walzwerk arbeiten noch. Das Stahlwerk gehört ArcelorMittal. Wegen des Energiepreisanstiegs kündigte ArcelorMittal Mitte Dezember 2019 eine vorübergehende Produktionseinstellung an.
Der Wiener Ingenieur und Pionier im Seilbahnbau Theobald Obach errichtete 1882 für das Eisenwerk eine Seilbahn mit einer Länge von 30,5 Kilometern, einer Gesamtsteigung von 892 Metern, freien Spannweiten bis zu 472 Metern und 62 überbrückten Tälern.
Von 1900 bis 2006 wurde, vorrangig zur Versorgung der Eisenhütte, die Industriebahn Hunedoara–Ghelari betrieben.
Bis 2023 hat der Stadtrat sich für einen effizienteren öffentlichen Personennahverkehr und für eine Verbesserung der Bedingungen nicht motorisierter Verkehrsträger ausgesprochen, um die Anzahl der Fahrten mit Privatautos zu verringern und so die CO2-Emission zu reduzieren.

## Bevölkerung
Die Bevölkerung auf dem Gesamtgebiet Hunedoaras entwickelte sich wie folgt:
| 1850 | 5.529  | 3.420  | 1.478 | 259   | 372              |
| 1920 | 7.742  | 4.043  | 3.257 | 214   | 228              |
| 1941 | 8.937  | 5.732  | 2.438 | 471   | 296              |
| 1966 | 69.085 | 59.166 | 6.544 | 2.262 | 1.113            |
| 1992 | 81.337 | 73.765 | 5.771 | 715   | 1.085            |
| 2002 | 71.257 | 65.156 | 4.336 | 351   | 1.414            |
| 2011 | 60.525 | 50.780 | 2.803 | 171   | 6.771            |
| 2021 | 50.457 | 40.306 | 1.777 | 77    | 8.297 (567 Roma) |

Seit 1850 wurde auf dem Gebiet der heutigen Stadt die Einwohnerzahl und gleichzeitig die der Rumänen 1992 ermittelt. Die höchste Bevölkerungszahl der Magyaren (6.673) wurde 1977, die der Rumäniendeutschen 1966 und die der Roma (1.169) 2002 registriert.
Des Weiteren bekannten sich bei einigen Volkszählungen einige Einwohner als Serben, die höchste Anzahl 37 im Jahr 1956, als Ukrainer die höchste Anzahl 36 im Jahr 1966, sowie als Slowaken, die höchste Anzahl 102 im Jahr 1992.

## Sehenswürdigkeiten

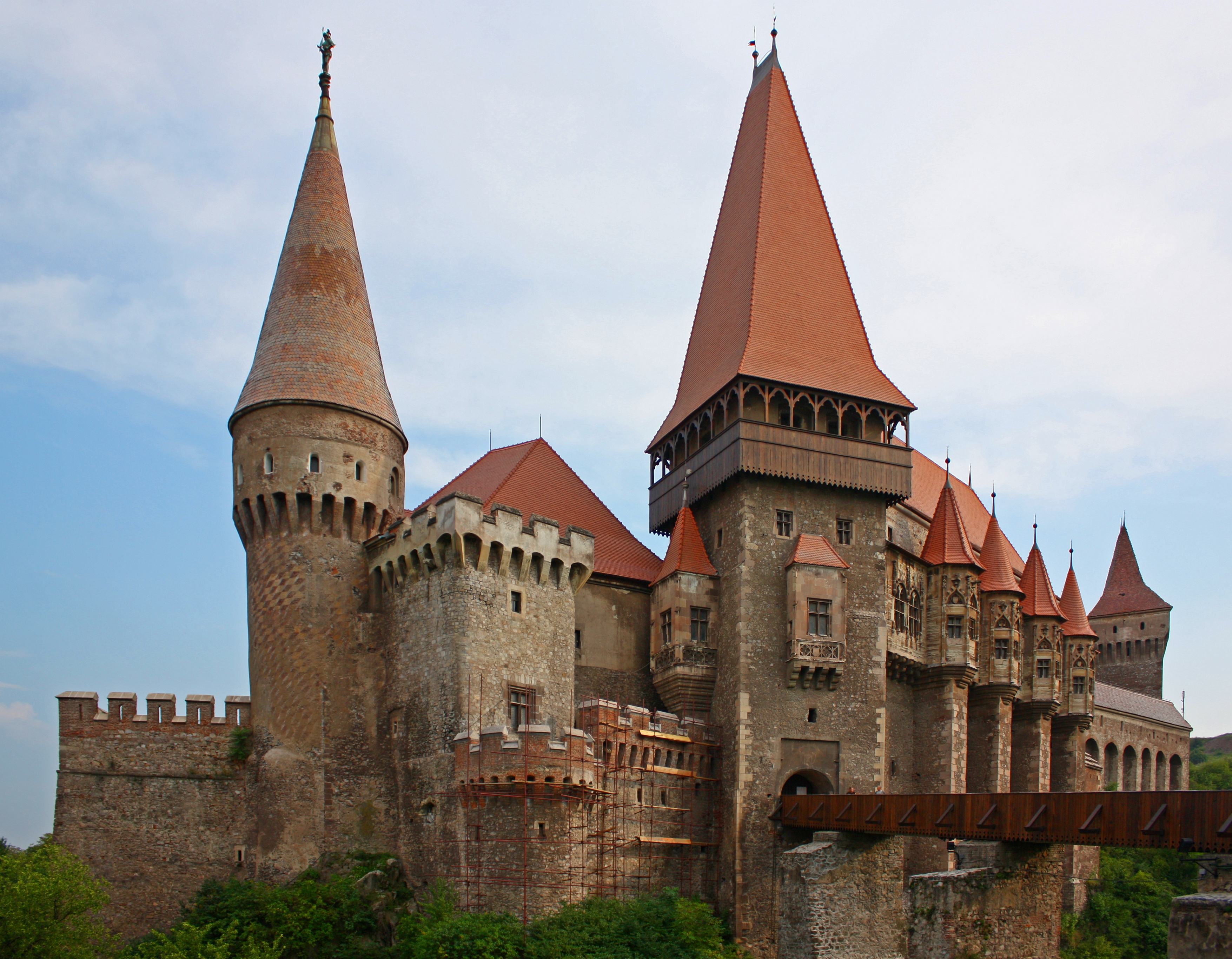
Burg Hunedoara

Die Burg Hunedoara, Castelul de Hunedoara (auch: Burg Corvinus, Burg Corvin (Abkürzung), Burg der Corviner, Burg Eisenmarkt, Schwarze Burg (deutsch), Burg Vajdahunyad, Burg Hunyadi (ungarisch)), wurde um das Jahr 1452 im gotischen Stil von Johann Hunyadi (Iancu de Hunedoara) auf einem Kalkfelsen auf den Resten einer Festung aus dem 14. Jahrhundert errichtet. Die übrigen Teile wurden unter Matthias Corvinus und den Fürsten Bethlen erbaut.
Die Pro7-Fernsehserie „48 Stunden Angst“ wurde in diesem Schloss gedreht. Dabei wurde immer wieder fälschlicherweise erwähnt, dass es sich um das echte Schloss des Grafen Dracula handele. Dessen historisches Vorbild, Vlad III. Drăculea, hatte sich hier lediglich zeitweilig aufgehalten. Ansonsten ist die Burg eine ideale Filmkulisse und wird auch zu diesem Zweck oft vermietet. Eine Vielzahl an internationalen Filmen wurde dort bereits gedreht.

## Persönlichkeiten

### Söhne und Töchter der Stadt
- Ladislaus Hunyadi (1433–1457), ungarischer Staatsmann und Heeresführer
- Florea Văetuș (* 1956), Fußballspieler
- Vasile Stîngă (* 1957), Handballspieler und -trainer
- Mircea Rednic (* 1962), Fußballspieler und -trainer
- Ioan Grigoraș (* 1963), Ringer
- Iuliu Winkler (* 1964), Politiker der ungarischen Minderheit
- Mihai Leu (1969–2025), WBO-Box-Weltmeister
- Bogdan Lobonț (* 1978), Fußballtorhüter
- Siegfried Mureșan (* 1981), Politiker und Ökonom
- Dorin Velicu (* 1986), Skeletonpilot
- Ana Maria Tănasie (* 1995), Handballspielerin, Ehrenbürgerin
- Cosmin Gîrleanu (* 1999), Boxer

### Mit Hunedoara verbunden
- Maria Cioncan (1977–2007), Leichtathletin und Olympionikin, Ehrenbürgerin von Hunedoara
- Michael Klein (1959–1993), Fußballspieler, begann seine Sportkarriere in Hunedoara